# Răzvan Florea
Răzvan Ionuț Florea (Constanța, 29 september 1980) is een Roemeense zwemmer. Hij vertegenwoordigde zijn vaderland op de Olympische Zomerspelen 2000 in Sydney, op de Olympische Zomerspelen 2004 in Athene en op de Olympische Zomerspelen 2008 in Peking.

## Carrière
Florea maakte zijn internationale debuut op de Europese kampioenschappen kortebaanzwemmen 1998 in Sheffield. Tijdens de Europese kampioenschappen zwemmen 1999 in Istanboel eindigde de Roemeen als zesde op de 200 meter rugslag. Op de wereldkampioenschappen kortebaanzwemmen 2000 in Athene eindigde Florea op de 200 meter rugslag op de achtste plaats. In Helsinki nam de Roemeen deel aan de Europese kampioenschappen zwemmen 2000, op dit toernooi eindigde hij op de vijfde plaats. Tijdens de Olympische Zomerspelen van 2000 in Sydney eindigde Florea als zesde op de 200 meter rugslag, op de 100 meter rugslag strandde hij in de series.

### 2002-2004
Nadat de Roemeen in 2001 niet had deelgenomen aan internationale toernooi keerde hij tijdens de Europese kampioenschappen zwemmen 2002 in Berlijn terug met een vijfde plaats op de 200 meter rugslag, op de 100 meter rugslag werd hij uitgeschakeld in de series.
Tijdens de wereldkampioenschappen zwemmen 2003 in Barcelona eindigde Florea als zevende op de 200 meter rugslag, op de 100 meter rugslag strandde hij in de halve finales. Op de Europese kampioenschappen kortebaanzwemmen 2003 in Dublin eindigde de Roemeen als achtste op de 200 meter rugslag, op de 100 meter rugslag werd hij uitgeschakeld in de halve finales. 
In Madrid nam Florea deel aan de Europese kampioenschappen zwemmen 2004, op dit toernooi veroverde hij de zilveren medaille op de 200 meter rugslag en strandde hij in de series van de 100 meter rugslag. Tijdens de Olympische Zomerspelen van 2004 in Athene sleepte de Roemeen de bronzen medaille in de wacht op de 200 meter rugslag, op de 100 meter rugslag werd hij uitgeschakeld in de halve finales. Op de wereldkampioenschappen kortebaanzwemmen 2004 in Indianapolis strandde Florea in de halve finales van de 100 meter rugslag. In Wenen nam de Roemeen deel aan de Europese kampioenschappen kortebaanzwemmen 2004, op dit toernooi eindigde hij als vijfde op de 200 meter rugslag en als achtste op de 100 meter rugslag. Samen met Tudor Ignat, Ioan Gherghel en Alin Mihalca werd hij uitgeschakeld in de series van de 4x50 meter wisselslag.

### 2005-heden
Tijdens de wereldkampioenschappen 2005 in Montreal eindigde Florea als vierde op de 200 meter rugslag, op de 100 meter rugslag strandde hij in de halve finales. Op de Europese kampioenschappen zwemmen 2006 in Boedapest legde de Roemeen op de 200 meter rugslag beslag op de bronzen medaille en werd hij uitgeschakeld in de halve finales van de 100 meter rugslag. Op de 4x100 meter wisselslag eindigde hij samen met Valentin Preda, Ioan Gherghel en Octavian Gutu op de zesde plaats. In Helsinki nam Florea deel aan de Europese kampioenschappen kortebaanzwemmen 2006, op dit toernooi veroverde hij de bronzen medaille op de 200 meter rugslag en eindigde hij als zevende op de 100 meter rugslag.
Tijdens de wereldkampioenschappen 2007 in Melbourne eindigde de Roemeen als vijfde op de 200 meter rugslag, op de 100 meter rugslag strandde hij in de halve finales. Samen met Valentin Preda, Ioan Gherghel en Octavian Gutu eindigde hij als achtste op de 4x100 meter wisselslag. Op de Europese kampioenschappen zwemmen 2008 in Eindhoven veroverde Florea de bronzen medaille op de 200 meter rugslag, op zowel de 50 als de 100 meter rugslag werd hij uitgeschakeld in de halve finales. Samen met Valentin Preda, Ioan Gherghel en Norbert Trandafir strandde hij in de series van de 4x100 meter wisselslag. In Peking nam de Roemeen voor de derde maal deel aan de Olympische Zomerspelen, ditmaal eindigde hij als zevende op de 200 meter rugslag en werd hij uitgeschakeld in de series van de 100 meter rugslag. Op de 4x100 meter wisselslag strandde hij samen met Valentin Preda, Ioan Gherghel en Norbert Trandafir in de series.
Tijdens de wereldkampioenschappen zwemmen 2009 in Rome werd Florea uitgeschakeld in de series van de 50 en de 100 meter rugslag, samen met Dragos Agache, Alexandru Maestru en Norbert Trandafir strandde hij in de series van de 4x100 meter wisselslag.

## Internationale toernooien
| Jaar | Olympische Spelen                                      | WK langebaan                                           | WK kortebaan                     | EK langebaan                                                              | EK kortebaan                                         |
| ---- | ------------------------------------------------------ | ------------------------------------------------------ | -------------------------------- | ------------------------------------------------------------------------- | ---------------------------------------------------- |
| 1999 |                                                        |                                                        | geen deelname                    | 6e 200m rugslag HF 100m rugslag                                           | geen deelname                                        |
| 2000 | 6e 200m rugslag 22e 100m rugslag 9e 4x200m vrije slag  |                                                        | 8e 200m rugslag 24e 100m rugslag | 5e 200m rugslag 12e 100m rugslag 12e 4x100m wisselslag                    | geen deelname                                        |
| 2001 |                                                        | geen deelname                                          |                                  |                                                                           | geen deelname                                        |
| 2002 |                                                        |                                                        | geen deelname                    | 5e 200m rugslag 18e 100m rugslag                                          | geen deelname                                        |
| 2003 |                                                        | 7e 200m rugslag 13e 100m rugslag                       |                                  |                                                                           | 8e 200m rugslag 14e 100m rugslag                     |
| 2004 | 200m rugslag · 10e 100m rugslag                        |                                                        | 11e 100m rugslag                 | 200m rugslag · 17e 100m rugslag                                           | 5e 200m rugslag 8e 100m rugslag 11e 4x50m wisselslag |
| 2005 |                                                        | 4e 200m rugslag 12e 100m rugslag                       |                                  |                                                                           | geen deelname                                        |
| 2006 |                                                        |                                                        | geen deelname                    | 200m rugslag · 9e 100m rugslag · 6e 4x100m wisselslag                     | 200m rugslag · 7e 100m rugslag                       |
| 2007 |                                                        | 5e 200m rugslag 10e 100m rugslag 8e 4x100m wisselslag  |                                  |                                                                           | geen deelname                                        |
| 2008 | 7e 200m rugslag 20e 100m rugslag 13e 4x100m wisselslag |                                                        | geen deelname                    | 200m rugslag · 11e 50m rugslag · 12e 100m rugslag · 11e 4x100m wisselslag | geen deelname                                        |
| 2009 |                                                        | 21e 100m rugslag 25e 50m rugslag 21e 4x100m wisselslag |                                  |                                                                           | geen deelname                                        |

## Persoonlijke records
Bijgewerkt tot en met 15 november 2009

### Kortebaan
| Afstand      | Tijd    | Datum            | Plaats    |
| ------------ | ------- | ---------------- | --------- |
| 50m rugslag  | 24,44   | 14 november 2009 | Hunedoara |
| 100m rugslag | 52,18   | 15 november 2009 | Hunedoara |
| 200m rugslag | 1.53,71 | 7 december 2006  | Helsinki  |

### Langebaan
| Afstand      | Tijd    | Datum            | Plaats    |
| ------------ | ------- | ---------------- | --------- |
| 50m rugslag  | 25,31   | 1 juni 2009      | Boekarest |
| 100m rugslag | 54,45   | 2 augustus 2009  | Rome      |
| 200m rugslag | 1.56,45 | 14 augustus 2008 | Peking    |